# El Pozuelo
El Pozuelo település Spanyolországban, Cuenca tartományban. El Pozuelo Alcantud, El Recuenco, Villanueva de Alcorón, Carrascosa és Cañizares községekkel határos. Lakosainak száma 43 fő (2024).

## Népesség
A település népessége az utóbbi években az alábbiak szerint változott:
| Lakosok száma | 93   | 113  | 103  | 92   | 91   | 59   | 57   | 49   | 40   | 43   |
|               | 2001 | 2004 | 2006 | 2009 | 2011 | 2014 | 2016 | 2019 | 2021 | 2024 |